# Festival de Música de Santa Catarina

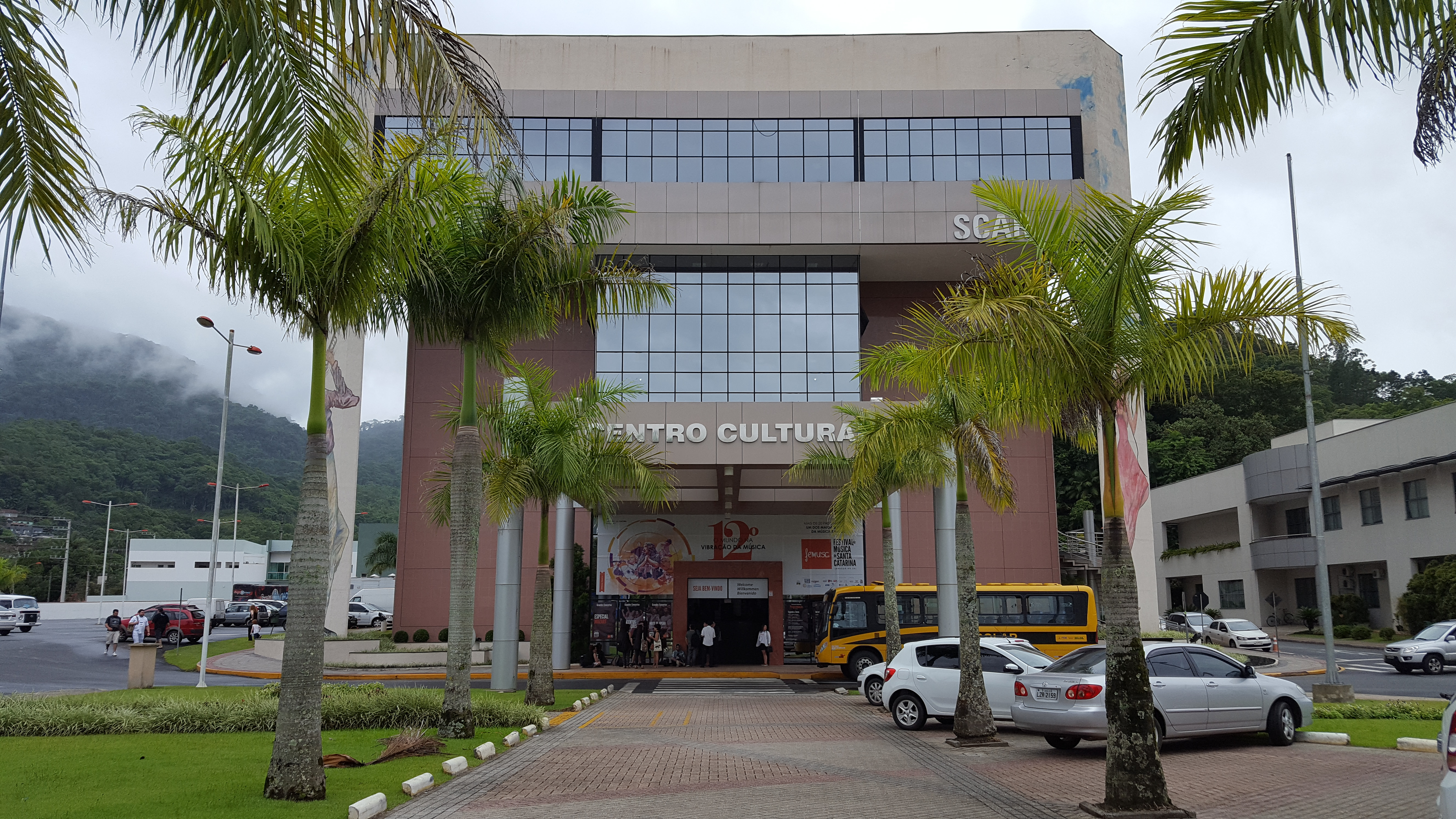
O Femusc acontece nas dependências da Scar

O Festival de Música de Santa Catarina, também conhecido como Femusc, é o maior festival-escola não competitivo do Brasil, realizado anualmente na cidade de Jaraguá do Sul. Reúne músicos profissionais e estudantes, que dividem a sala de aula em formações específicas para instrumentos musicais, regência, bandas e outras combinações, e compartilham o palco em grandes apresentações abertas ao público, com entrada franca. Ao longo da programação, que costuma contar com duas semanas ininterruptas, o público é convidado a interagir com os músicos, provindos de mais de 15 países, seja durante as apresentações, que transcendem os teatros e casas especializadas e chegam a igrejas, escolas e entidades comunitárias em toda a região de Jaraguá do Sul, seja ao longo dos dias de convivência, em que os músicos circulam pela cidade e conhecem as atrações turísticas do Vale do Itapocu.

## Apresentação

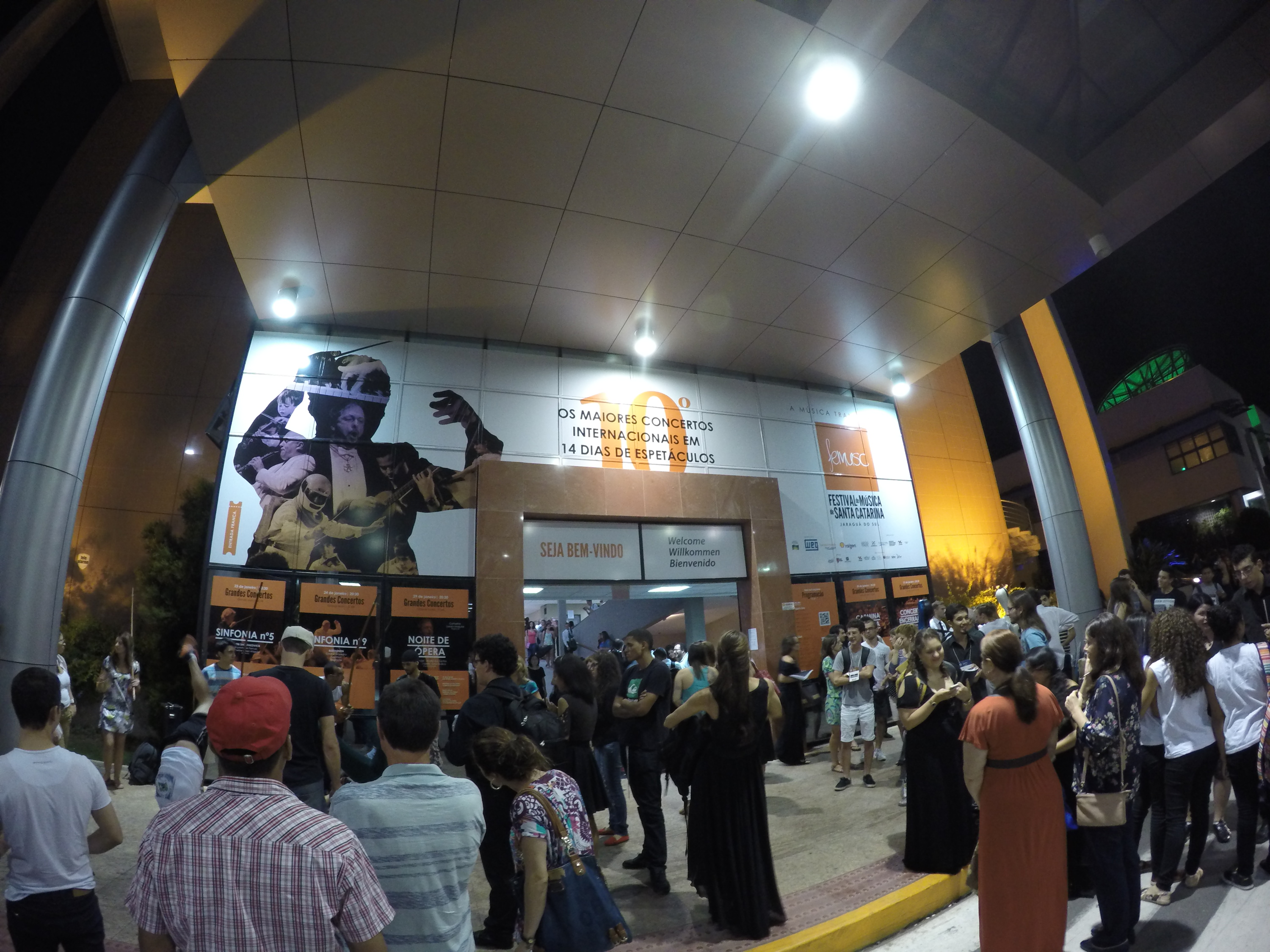
Entrada do Femusc 2015, no teatro Sociedade Cultura Artística

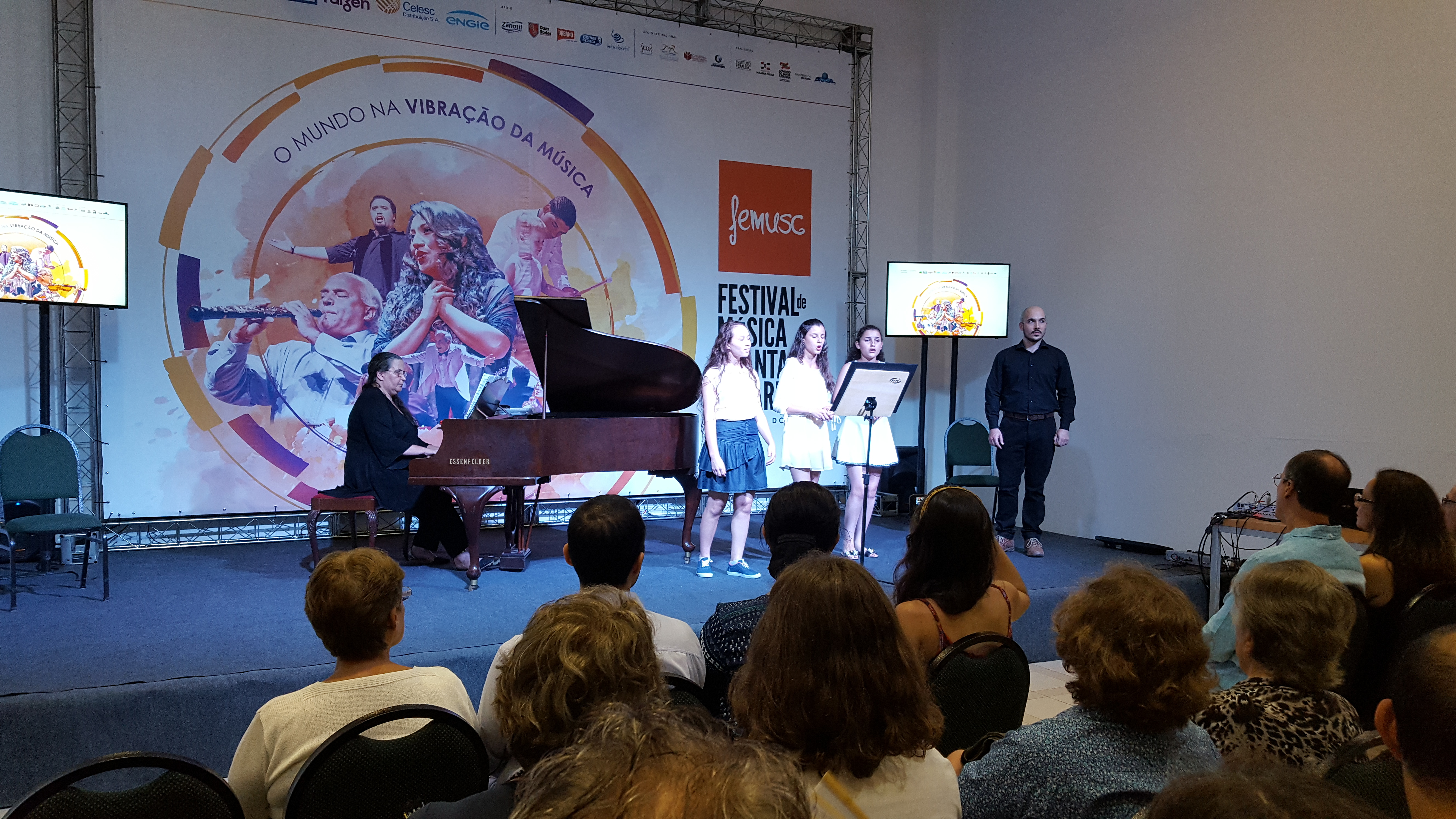
Recital de canto lírico

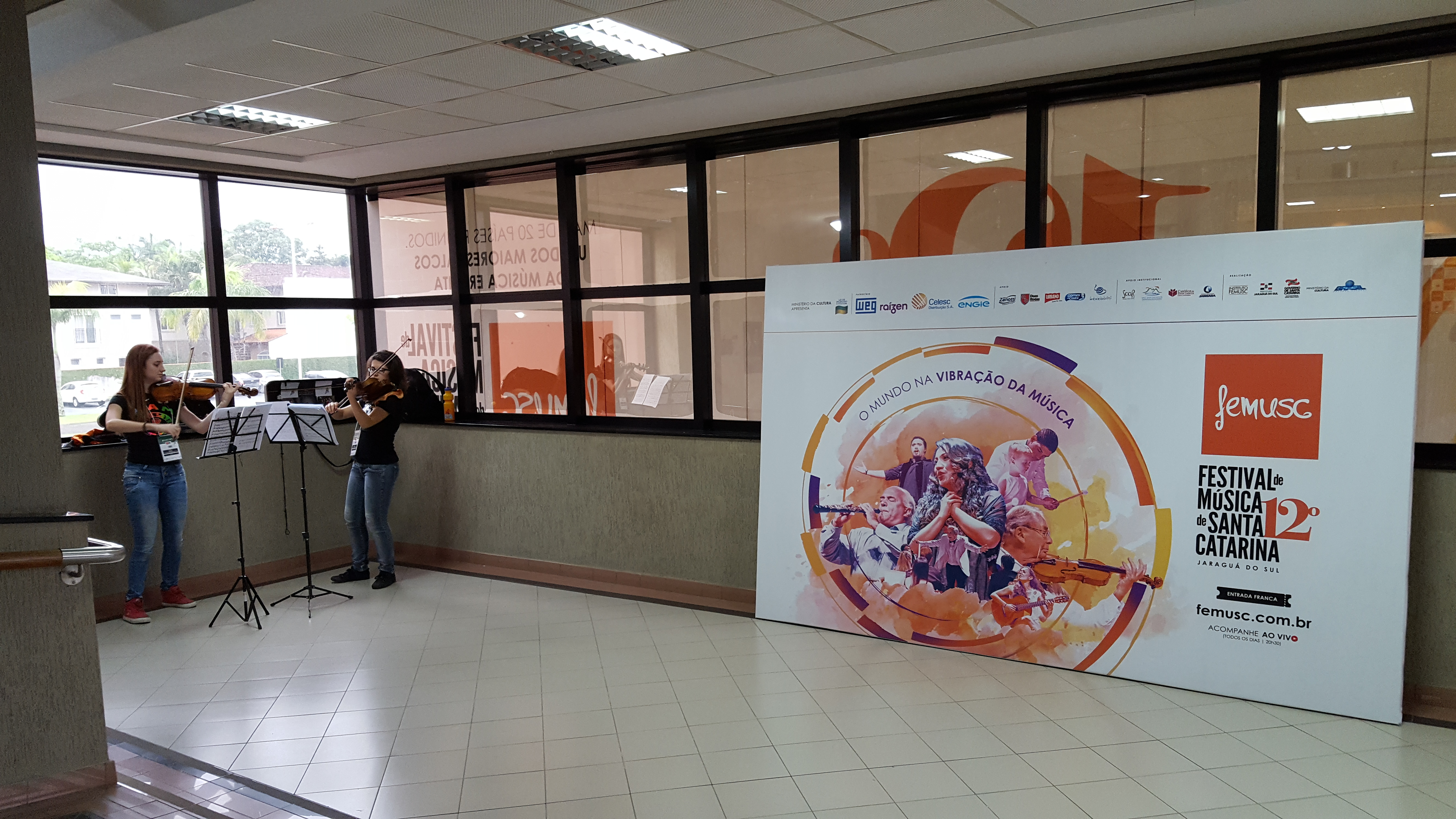
Estudantes de violino

Durante os 14 dias de festival, ocorrem em média mais de 200 apresentações abertas ao público, mesclando concertos de alto nível artístico internacional e apresentações acessíveis a públicos pouco habituados com a linguagem da música erudita. Permeando todo o evento, um forte espírito de empenho social regula as atividades. Por isso, o Femusc visa a atrair os mais talentosos e dedicados estudantes da música, independentemente de sua condição social ou nível de aprendizado musical. Entre os alunos do Femusc estão profissionais atuando nas melhores orquestras do país, jovens iniciantes e amadores provenientes de cidades do interior onde o ensino musical é limitado, assim como jovens músicos provenientes de outros países. Os objetivos do Femusc são os seguintes:
- Auxiliar no incremento de qualidade da produção cultural no estado de Santa Catarina, através de ações de ensino/formação/educação. Uma ação de médio/longo prazo na formação de novos músicos e intensificação do interesse de jovens em atividades culturais

- Manter o alto nível de professores e alunos proporcionando o melhor aprendizado

- Levar atividades culturais a todas camadas da população, através de concertos sociais e de uma grande oferta de concertos gratuitos ou a preços subsidiados

- Criar valor para a região e Estado de Santa Catarina, fomentando o turismo especializado e promovendo o reconhecimento cultural para o estado, a região e a cidade sede (apreciação da "marca" Santa Catarina)

- Criação de valor para parceiros do evento através de ampla divulgação na mídia geral e especializada

## Edições

### Femusc 2012
A edição de 2012 do Femusc realizou-se entre os dias 22 de janeiro e 4 de fevereiro, com as principais apresentações nos palcos da Sociedade Cultura Artística. Foram seis programas principais:
- ProMusc (Conferência Internacional de Profissionais de Música de Concerto): programa oferecido exclusivamente a músicos profissionais,[9] com classes instrumentais facultativas, desde apresentações orquestrais a grupos de música de câmara, junto a professores do Femusc. Os participantes foram selecionados por ordem de chegada de inscrições, assim como a qualidade de sua experiência.

- Avançado: programa comum, comparado a outros festivais do gênero. Os participantes foram selecionados mediante avaliação do conteúdo de suas inscrições,[10] considerando-se gravação, carta de recomendação e biografia. A agenda dos alunos incluiu três horas de classes instrumentais diárias, orquestra, música de câmara e Projetos Especiais, criados para concentrar a atenção do aluno em um elemento específico de seu crescimento artístico.

- Intermediário: vagas oferecidas a alunos sem que sua experiência prévia fosse levada em consideração, ou seja, poderia ser um iniciante. Inscrições foram aceitas estritamente com base na ordem de chegada das inscrições,[11] não importando a qualidade da gravação, carta de recomendação, ou biografia. Essa categoria visou a inclusão de estudantes de música que cresceram longe dos grandes centros, com poucas oportunidades de participar de um evento do porte do Femusc. No programa, houve a oportunidade de participação lado a lado com colegas do programa Avançado. A agenda incluiu três horas de aulas instrumentais de manhã e repertório de orquestra e música de câmara amenizados, deixando tempo para estudo individual e absorção do clima do festival.[12]

- Quartetos de cordas: único do gênero no Brasil. Participantes atenderam classes instrumentais de manhã, e cada grupo recebeu sua própria sala para cinco horas de trabalho exclusivo em música de câmara no período da tarde. Não participaram de orquestras, e seu tempo foi inteiramente dedicado ao desenvolvimento do grupo.

- Regência orquestral: ofereceu experiência a jovens estudantes deste ramo, por meio da prática e do contato com especialistas.

- Regência de banda sinfônica: ênfase em técnicas de ensaio, preparação de repertório, trabalho prático com instrumentistas de banda e assistência ao professor e maestro em ensaios e concertos.

Eventos paralelos que aconteceram durante o festival:
- Encontro Catarinense de Bandas: entre 27 e 29 de janeiro, visou a difundir o patrimônio cultural musical e a manutenção das tradições das bandas de música de Santa Catarina, por meio da troca de experiências entre músicos, aprimoramento técnico e estudo de repertório.[13]

- Conferência Internacional de Harpas: entre 20 a 23 de janeiro, foi aberto a todos os harpistas e interessados pelo instrumento, independentemente de experiência. O Encontro Nacional de Harpas visou reunir os mais importantes representantes e intérpretes, oferecendo palestras e recitais de modo a estimular maior intercâmbio entre harpistas e amantes da harpa. Paralelamente à conferência, ocorreu o 2º Concurso Latino-Americano de Harpa de Santa Catarina (II Conharpa), voltado exclusivamente aos harpistas de países latinoamericanos.

Programas para a comunidade:
- Femusckinho: colônia de férias musical, para as crianças de Jaraguá do Sul, entre 5 e 13 anos – mesmo aquelas sem experiência ou conhecimento musical. Foram classes de flauta-doce, coral e instrumentos de corda, além de gincanas e apresentação das crianças no concerto de encerramento do Femusc.[14]

- Outros eventos: voltados tanto à comunidade quanto aos participantes do festival, os eventos complementaram a programação e permitiram uma intensa interação com a comunidade,[15] na série Grandes Concertos, que encerra todas as noites de festival, no Grande Teatro da Scar; na série Momento Springmann, apresentada no pequeno teatro, com os profissionais do ProMusc, de maneira experimental; na série Musicalmente Falando, que conta com breves palestras de contextualização das obras e dos autores; nos Concertos Sociais, realizados em locais públicos e comunitários;[16] ou nos Concertos para as Famílias e Zoológico Musical, concerto lúdico-interativo em que diversos instrumentos foram dispostos na plateia e palco, em espaços específicos para cada bicho (como animais em um zoológico), para que as crianças caminhassem até o som que lhes interessassem e tivessem a oportunidade de experimentá-los.

### Femusc 2015
A edição do 10º aniversário do Femusc trouxe como novidade a inclusão do canto lírico em sua grade didática. Na noite de encerramento, a grande atração foi a Sinfona n.º 5 de Shostakovich – escolhida por votação pelos alunos através de redes sociais –, executada pela orquestra formada por 110 estudantes que participaram do festival.

### Femusc 2016
A 11ª edição do Femusc realizou-se entre os dias 18 e 30 de janeiro, e teve 560 vagas para estudantes de música, disputadas por 1300 inscritos oriundos de 16 países diferentes, notavelmente a Colômbia, país com 283 interessados. Com orçamento reduzido, contou com 84 professores também de vários países, e foi a segunda edição do festival a dar espaço de destaque à ópera, trazendo como atração uma montagem de Carmen, de Bizet. O concerto de encerramento teve a Sinfonia n.º 5 de Tchaikovsky.

### Femusc 2017
A 12ª edição do Femusc realizou-se do dia 26 de janeiro à 4 de fevereiro de 2017 no Scar, contando com mais de 400 alunos, 50 professores e 200 concertos e apresentações gratuitas. O festival teve como grande atração a apresentação de uma ópera, A Flauta Mágica de Mozart, o grande homenageado do festival. Nos recitais noturnos que ocorreram durante as semanas do Femusc, foram apresentadas isoladamente árias e cantos da obra pelos cantores líricos que, na penúltima noite, executaram a obra completa, acompanhados de orquestra e com cenários simples, notavelmente projeções no telão do fundo do palco. Na apresentação de encerramento, no sábado, foram apresentadados os movimentos 1, 4 e 5 da Sinfonia n.º 2 de Mahler, com cantores líricos e grande orquestra composta por professores e alunos.

### Femusc 2018
A 13ª edição do Femusc realizou-se de 14 a 27 de janeiro de 2018 no Scar, e contou com 380 alunos de 21 países. Nesta edição, ocorreu um concerto gratuito no alto do Morro da Boa Vista, com repertório do compositor Johann Sebastian Bach.

### Femusc 2019
A 14ª edição do Femusc, de 21 de janeiro a 2 de fevereiro no Scar, contou com uma estrutura mais enxuta por causa do orçamento reduzido. Duas óperas foram apresentadas: Suor Angelica de Giacomo Puccini e Os Sete Pecados Capitais de Kurt Weill. A orquestra do Femusc foi conduzida pelo maestro e professor de regência Gregory Carreño, e os alunos de regência contaram com orquestras completas para a prática de condução, e não somente de orquestras de cordas como nos anos anteriores. Neste ano, o Femusc teve 963 inscrições de alunos oriundos de 29 países diferentes; entre os alunos selecionados, estiveram representantes de 22 países. O festival promoveu 200 concertos gratuitos.
Neste ano, além dos ingressos gratuitos, foram comercializadas entradas para a apresentação de gala do dia 31 de janeiro e para a ópera do dia 1 de fevereiro, que puderam ser adquiridas na secretaria do Scar ou pela internet, ao preço de R$ 20 por ingresso, com meia entrada para estudantes e idosos. Os ingressos tiveram grande procura, e foi agendada uma segunda apresentação da ópera para a tarde de sábado, 2 de fevereiro.

### Femusc 2020
A 16ª edição do Femusc, de 19 de janeiro a 1 de fevereiro, teve apresentações no Centro Cultural Scar, no Park Shopping e trouxe como novidade atrações nos supermercados Angeloni e Giassi. Ainda, a edição 2020 do festival levou alunos para apresentações gratuitas em hospitais e na igreja luterana de Jaraguá do Sul.
Cerca de 450 alunos e professores de 21 países diferentes integraram o festival. Dentre as cerca de 600 obras apresentadas, destacaram-se a suíte do balé O Quebra-Nozes, de Tchaikovski, e a ópera La traviata, de Verdi.